# Rick van Drongelen
Rick van Drongelen (* 20. Dezember 1998 in Terneuzen, Niederlande) ist ein niederländischer Fußballspieler, der als Abwehrspieler in der Innenverteidigung eingesetzt wird. Er steht seit Juli 2023 bei Samsunspor in der Süper Lig unter Vertrag. Zudem absolvierte Länderspiele für diverse niederländische Nachwuchsnationalmannschaften. 

## Karriere

### Vereine

#### Anfänge in den Niederlanden
Rick van Drongelen spielte bis 2012 bei VV Axel und bei Jeugd Voetbal Opleiding Zeeland. Im Alter von zwölf Jahren machte er ein Probetraining beim FC Twente Enschede, entschied sich allerdings 13-jährig für einen Wechsel zu Sparta Rotterdam, da er noch bei seinen Eltern wohnen wollte, und spielte in diversen Jugendmannschaften und später in der zweiten Mannschaft. Zunächst war er mit mehreren Spielern aus der Gegend von Terneuzen mit einem Kleinbus nach Rotterdam gependelt, ehe er im Alter von 17 Jahren nach Den Haag zog. Am 4. Dezember 2015 gab er im Alter von 16 Jahren beim 3:1-Sieg im Zweitligaspiel gegen den FC Volendam sein Profidebüt. In der Saison 2015/16 absolvierte van Drongelen 15 Zweitligaspiele für die Profimannschaft in der zweitklassigen Eerste Divisie. Dabei steuerte er ein Tor zur Meisterschaft und zum damit verbundenen Aufstieg in die Eredivisie bei. In der Saison 2016/17 folgten 31 Erstligaeinsätze (alle von Beginn) für den Innenverteidiger, der in dieser Spielzeit auch noch für die A-Junioren (U19) spielberechtigt gewesen wäre.

#### Hamburger SV
Zur Saison 2017/18 wechselte van Drongelen im Alter von 18 Jahren in die Bundesliga zum Hamburger SV. Er erhielt einen bis zum 30. Juni 2022 laufenden Vertrag. Unter dem Cheftrainer Markus Gisdol spielte er in den ersten 3 Ligaspielen als Linksverteidiger, während Kyriakos Papadopoulos und Gideon Jung bzw. Mergim Mavraj die Innenverteidigung bildeten. In seinem dritten Einsatz musste der Niederländer verletzungsbedingt ausgewechselt werden und fiel in der Folge aufgrund eines Knochenödems im Becken aus. Während seiner Abwesenheit erspielte sich Douglas Santos den Stammplatz auf der Linksverteidigerposition. Nachdem van Drongelen am 8. Spieltag ohne Einsatz in den Spieltagskader zurückgekehrt war, pendelte er bis einschließlich des 19. Spieltags zwischen Bank und Startelfeinsätzen in der Innenverteidigung, die er bei einer 3er- bzw. 5er-Kette mit Papadopoulos und Mavraj bildete. Ab dem 20. Spieltag war er unter dem neuen Trainer Bernd Hollerbach in der Innenverteidigung gesetzt und absolvierte alle 7 Spiele in dessen Amtszeit über die volle Spielzeit. Nachdem mit Christian Titz der dritte Cheftrainer die Mannschaft übernommen hatte, war van Drongelen in dessen ersten 4 Spielen in einer Viererkette neben Papadopoulos oder Jung gesetzt. In den letzten 4 Ligaspielen kam er nicht mehr zum Einsatz, da fortan Papadopoulos und Jung die Innenverteidigung bildeten. Van Drongelen kam in seiner ersten HSV-Saison zu 18 Bundesligaeinsätzen, wobei er 16-mal in der Startelf stand. Der HSV stieg am Ende der Spielzeit erstmals in die 2. Bundesliga ab.
In der Saison 2018/19 absolvierte van Drongelen unter Titz und dessen Nachfolger Hannes Wolf alle 34 Spiele in der Startelf und erzielte 2 Tore. Lediglich einmal wurde er dabei in der Halbzeitpause ausgewechselt. An seiner Seite spielte zumeist der Neuzugang David Bates, aber auch Gideon Jung und Léo Lacroix. Der HSV verpasste auf dem 4. Platz jedoch den direkten Wiederaufstieg.
Vor der Saison 2019/20 wurde der 20-jährige van Drongelen hinter Aaron Hunt Vizekapitän. Zum Beginn der Spielzeit war der Niederländer unter Dieter Hecking, der stets eine Viererkette spielen ließ, neben Gideon Jung in der Innenverteidigung gesetzt und stand in den ersten 16 Spielen in der Startelf. Ab dem 16. Spieltag etablierte sich sein Landsmann Timo Letschert zur Konstanten in der HSV-Innenverteidigung. Van Drongelen spielte meist an seiner Seite, wurde aber vereinzelt von Ewerton oder Jordan Beyer auf die Bank verdrängt. Er fiel in dieser Spielzeit immer wieder durch individuelle Fehler auf. So schrieb der Kicker nach dem verlorenen Spitzenspiel gegen den VfB Stuttgart am 28. Spieltag: „Ebenso deutlich wird, dass die seit Monaten immer wieder kehrenden schweren Aussetzer von Rick van Drongelen nicht mehr allein mit einem Formtief zu erklären sind, sondern grundsätzliche Zweifel hervorrufen.“ Insgesamt kam van Drongelen für den HSV, der auf dem 4. Platz erneut den Aufstieg verpasste, auf 32 Ligaeinsätze (29-mal von Beginn). Am letzten Spieltag zog er sich einen Kreuzbandriss zu. Mit einer Kicker-Durchschnittsnote von 3,81 wurde der Niederländer als einer der schlechtesten Innenverteidiger der Spielzeit bewertet.
Am 2. März 2021, dem 23. Spieltag der Saison 2020/21, gab van Drongelen bei einer 0:1-Niederlage im Stadtderby gegen den FC St. Pauli sein Comeback, als er im Laufe der zweiten Halbzeit eingewechselt wurde. Der 22-Jährige zog sich jedoch kurz vor dem Spielende einen Außenbandriss im linken Sprunggelenk zu und fiel erneut aus. Nach rund einem Monat stand er am 27. Spieltag wieder im Spieltagskader, wurde aber nicht eingewechselt. Nach einem Kurzeinsatz kehrte van Drongelen am 31. Spieltag neben Toni Leistner in die Innenverteidigung zurück, da sich Stephan Ambrosius einen Kreuzbandriss zugezogen hatte. Nach dem Spiel wurde der Cheftrainer Daniel Thioune übergangsweise durch Horst Hrubesch ersetzt. Unter ihm kam der Niederländer nur noch am bedeutungslosen letzten Spieltag in der Startelf zum Einsatz, sodass für ihn 4 Ligaeinsätze (3-mal von Beginn) zu Buche standen.

#### Union Berlin und Leihstationen Mechelen und Rostock
Zur Saison 2021/22 wechselte van Drongelen ein Jahr vor seinem Vertragsende beim HSV zum Erstligisten 1. FC Union Berlin. Der Cheftrainer Urs Fischer vertraute bis zur Winterpause in einer Dreierkette mit drei Innenverteidigern wahlweise auf Robin Knoche, Marvin Friedrich, Paul Jaeckel und Timo Baumgartl. Der Niederländer kam in der Liga und dem DFB-Pokal zu keinem Einsatz und stand lediglich fünf Mal im Bundesliga-Spieltagskader. Für die UEFA Europa Conference League wurde er nicht nominiert. In der Winterpause verpflichtete der Verein mit Dominique Heintz einen weiteren Innenverteidiger. Van Drongelen bat daher um die Freigabe für einen Wechsel, die ihm Union erteilte.
Ende Januar 2022 wechselte van Drongelen am letzten Tag der Transferperiode bis zum Saisonende auf Leihbasis zum belgischen Erstligisten KV Mechelen. Angekommen im Verein, absolvierte er in der regulären Saison acht Spiele und war dabei in fünf Spielen als Innenverteidiger erste Wahl, während er in der Abstiegsrunde nach zwei Spielen – er war in beiden Partien nur Einwechselspieler in der Schlussphase – wegen eines Fingerbruches ausfiel und dadurch auch das Saisonende verpasste.
Nach dem Ende der Leihe gehörte er in der Saison 2022/23 zunächst wieder zum Kader von Union Berlin. Anfang September 2022 wurde er kurz vor Ende des Transferfensters, ohne dass er bis dahin ein Spiel für Union bestritten hatte, für den Rest der Saison an den Zweitligisten Hansa Rostock ausgeliehen. Somit kam er unter Hansa-Trainer Jens Härtel erst am 7. Spieltag gegen Hannover 96 zu seinem Debüt für die Norddeutschen, für die er im Laufe der Spielzeit 23 Spiele bestritt und dabei ein Tor erzielte. Nach Ende der – aus Rostocker Sicht – turbulenten Saison 2022/23, in der er mit Patrick Glöckner und Alois Schwartz noch zwei weitere Trainer erlebte, schloss van Drongelen mit der Mannschaft auf Platz 13 ab. Bereits am vorletzten Spieltag konnte der Klassenerhalt sichergestellt werden.

#### Samsunspor
Zur Saison 2023/24 kehrte van Drongelen nach dem Leihende nicht nach Berlin zurück, sondern schloss sich dem türkischen Süper-Lig-Aufsteiger Samsunspor an.

### Nationalmannschaft
Er lief seit 2015 für die niederländische U17-Nationalmannschaft, für die U18 und für die niederländische U19-Auswahl auf. Am 1. September 2017 gab van Drongelen beim 1:1-Unentschieden im EM-Qualifikationsspiel in Doetinchem gegen England sein Debüt für die niederländischen U21-Nationalmannschaft. Mit Jong Oranje verpasste er die Qualifikation für die U21-Europameisterschaft 2019 in Italien und San Marino, jedoch konnten die Niederländer die Teilnahme an der U21-EM 2021 in Ungarn und Slowenien erringen. Allerdings absolvierte van Drongelen bereits am 19. November 2019 beim Testspiel in Doetinchem gegen England sein letztes Spiel für die niederländische U21-Nationalmannschaft. Die EM-Endrunde 2021 war aufgrund der COVID-19-Pandemie in eine Gruppenphase, die im März 2021 stattfand, sowie in eine Finalrunde, die vom 31. Mai 2021 bis zum 6. Juni 2021 stattfand, aufgeteilt. Van Drongelen wurde dabei weder für die Gruppenphase noch für die Finalrunde nominiert.

## Erfolge
- Niederländischer Zweitligameister und Aufstieg in die Eredivisie: 2016

## Persönliches
Im Mai 2022 war van Drongelen in einen tödlichen Unfall verwickelt, als sein Fahrzeug mit dem eines anderen Fahrers kollidierte; der 18-jährige Fahrer des anderen Fahrzeuges verstarb, van Drongelen wurde leicht verletzt.
Rick van Drongelen ist ein Fan von Ajax Amsterdam.